# Whitewater (Kalifornien)
Whitewater ist ein Census-designated place im Riverside County im US-Bundesstaat Kalifornien. Das U.S. Census Bureau hat bei der Volkszählung 2020 eine Einwohnerzahl von 984 ermittelt. Er liegt direkt an der Interstate 10, die Los Angeles mit Palm Springs verbindet. Bekannt ist Whitewater vor allem für die San Gorgonio Pass Wind Farm.
Ihren Namen verdankt die Gemeinde dem Whitewater River.

## Geografie
Whitewater befindet sich im nördlichen Teil des Riverside Countys in Kalifornien. Zwischen den San Bernardino Mountains und San Jacinto Mountains gelegen, ist der Wind nahezu konstant; Grund hierfür ist der Venturi-Effekt. Hieraus ergeben sich gute Standortbedingungen für Windparks.
Mit einer Fläche von 25,6 km², die sich fast komplett aus Land zusammensetzt, beträgt die Bevölkerungsdichte nur 38 Einwohner pro Quadratkilometer. Das Ortszentrum liegt auf einer Höhe von 480 Metern über dem Meeresspiegel.

## Politik
Whitewater ist Teil des 28. Distrikts im Senat von Kalifornien, der momentan vom Demokraten Ted W. Lieu vertreten wird. In der California State Assembly ist der Ort dem 42. Distrikt zugeordnet und wird somit vom Republikaner Brian Nestande vertreten. Auf Bundesebene gehört Whitewater Kaliforniens 36. Kongresswahlbezirk an, der einen Cook Partisan Voting Index von R+1 hat und vom Demokraten Raul Ruiz vertreten wird.